# Hrdlořezy (Mladá Boleslav-i járás)
Hrdlořezy település Csehországban, a Mladá Boleslav-i járásban. Hrdlořezy Bítouchov, Čistá, Bělá pod Bezdězem, Mladá Boleslav és Bukovno településekkel határos. Lakosainak száma 748 fő (2024. január 1.).

## Népesség
A település lakosságának változását az alábbi diagram mutatja:
| Lakosok száma | 529  | 741  | 878  | 644  | 557  | 517  | 742  | 704  | 709  | 748  |
|               | 1869 | 1890 | 1921 | 1950 | 1980 | 2001 | 2017 | 2019 | 2022 | 2024 |